# Dar Balma

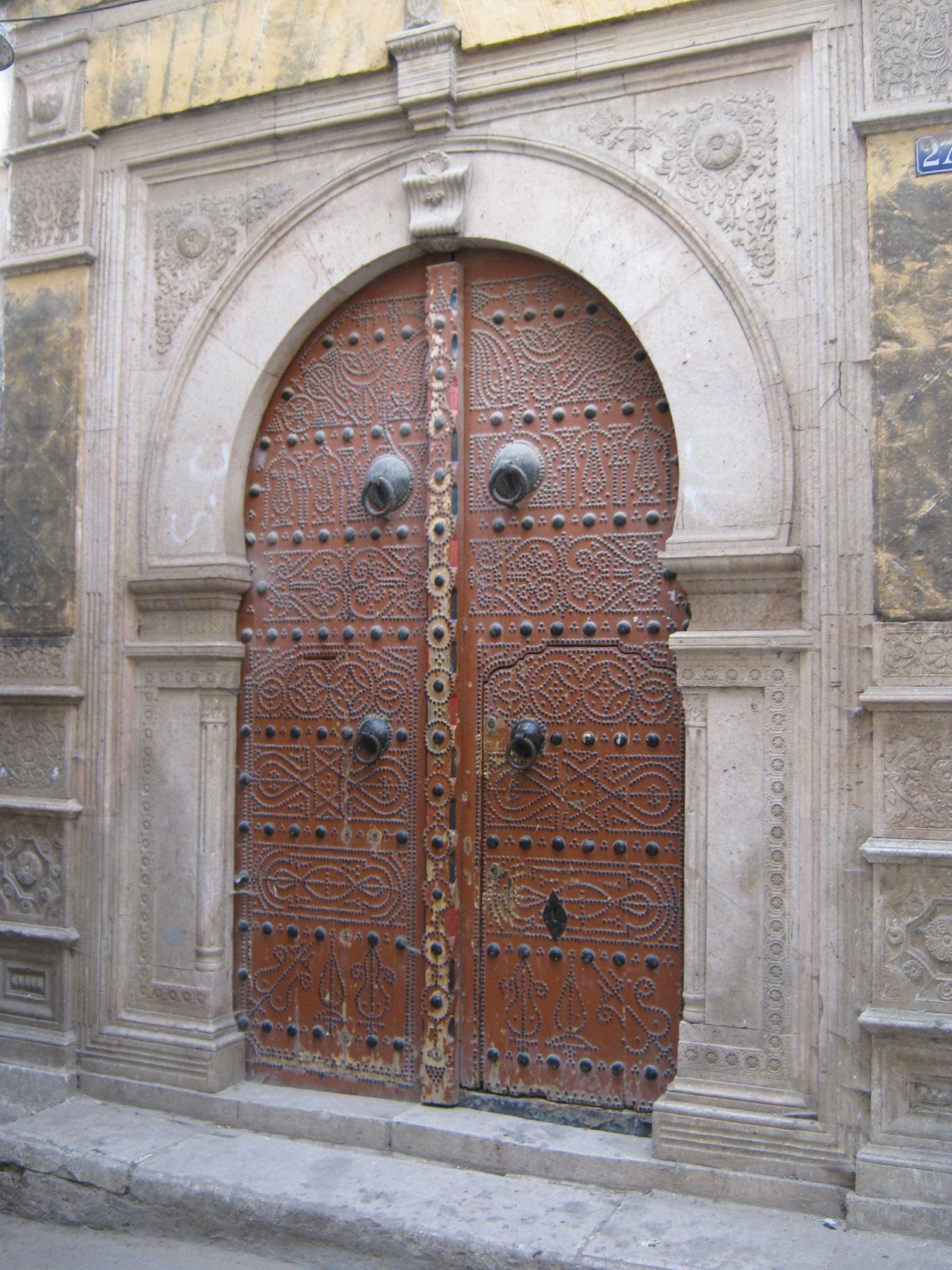
Porte du Dar Balma.

Le Dar Balma est une demeure de la médina de Tunis.

## Localisation

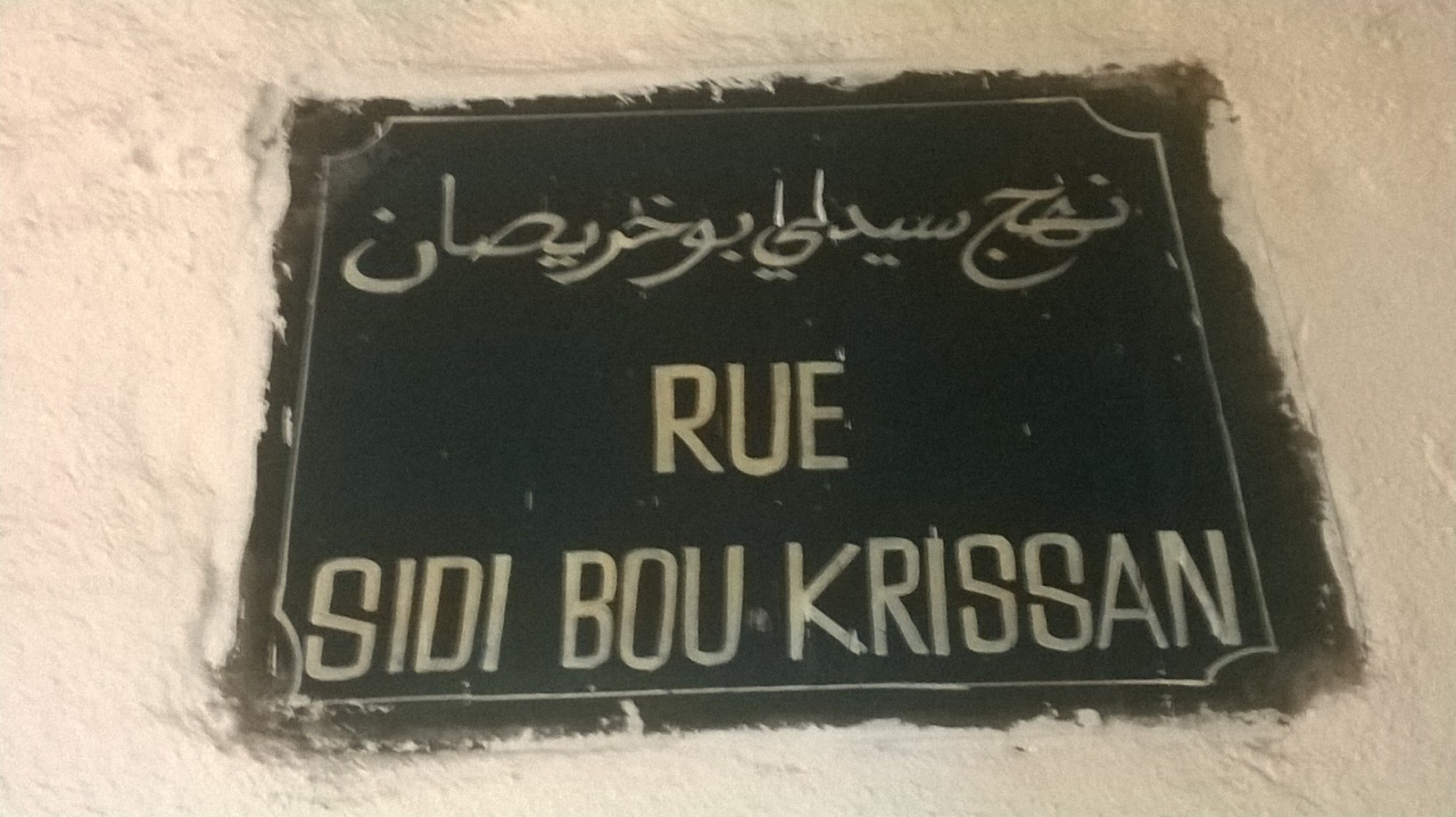
Plaque métallique indiquant la rue Sidi Bou Khrissan.

La demeure se trouve au numéro 27 de la rue Sidi Bou Khrissan.

## Histoire
Une ancienne famille andalouse édifie cette demeure vers la fin du XVIe siècle ou le début du XVIIe siècle.
La première planche du livre L'Habitation tunisienne de Victor Valensi représente la porte de cette demeure.

## Architecture

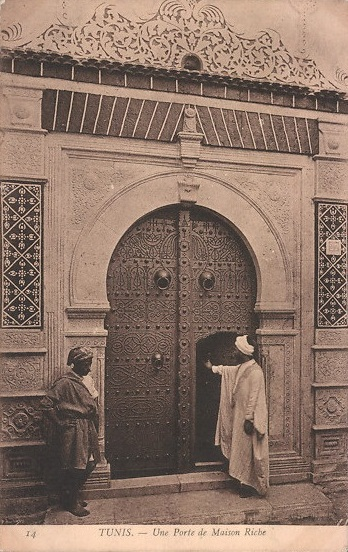
Carte postale montrant la porte de la demeure.
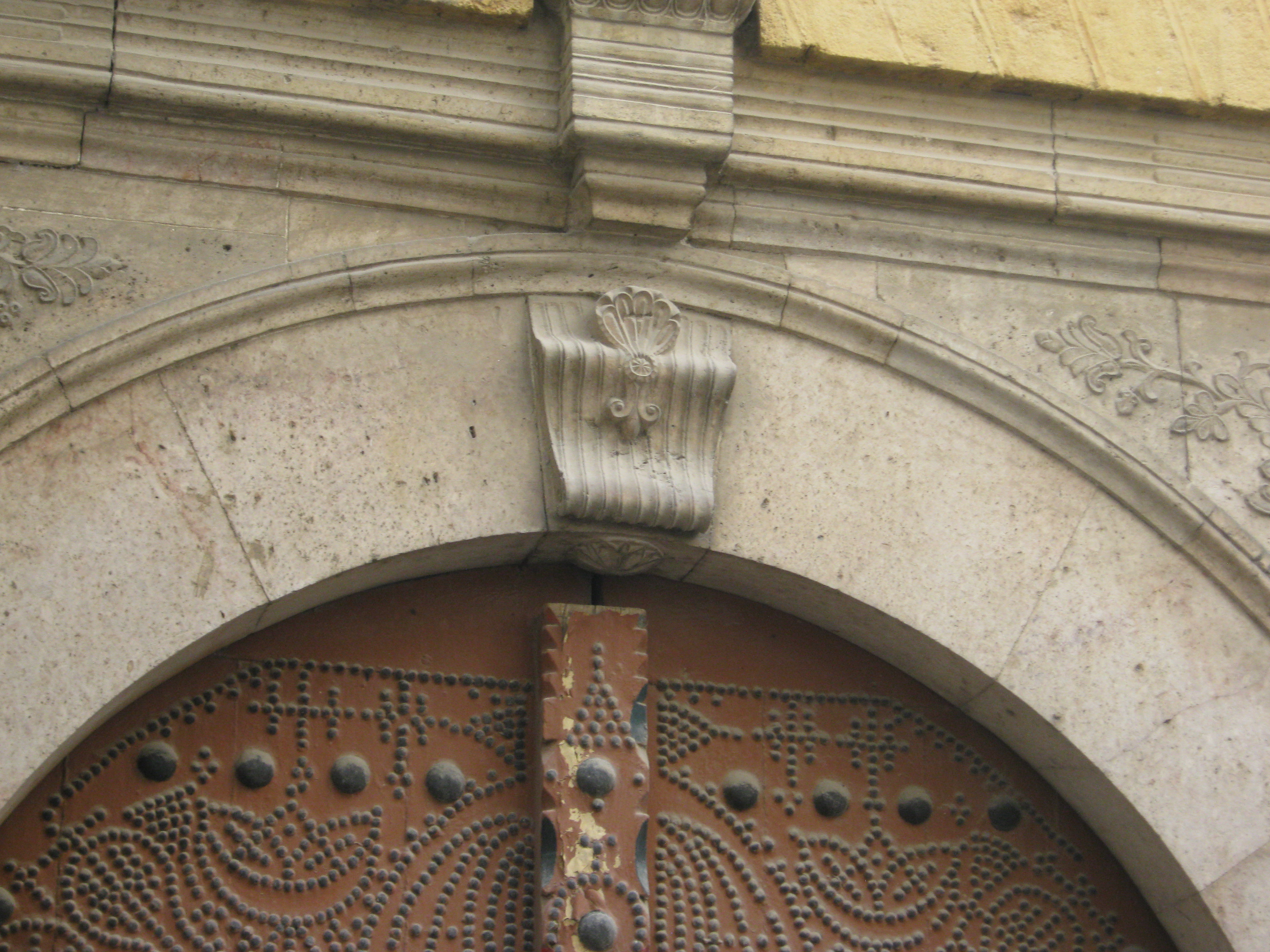
Clé d'arc de la porte.
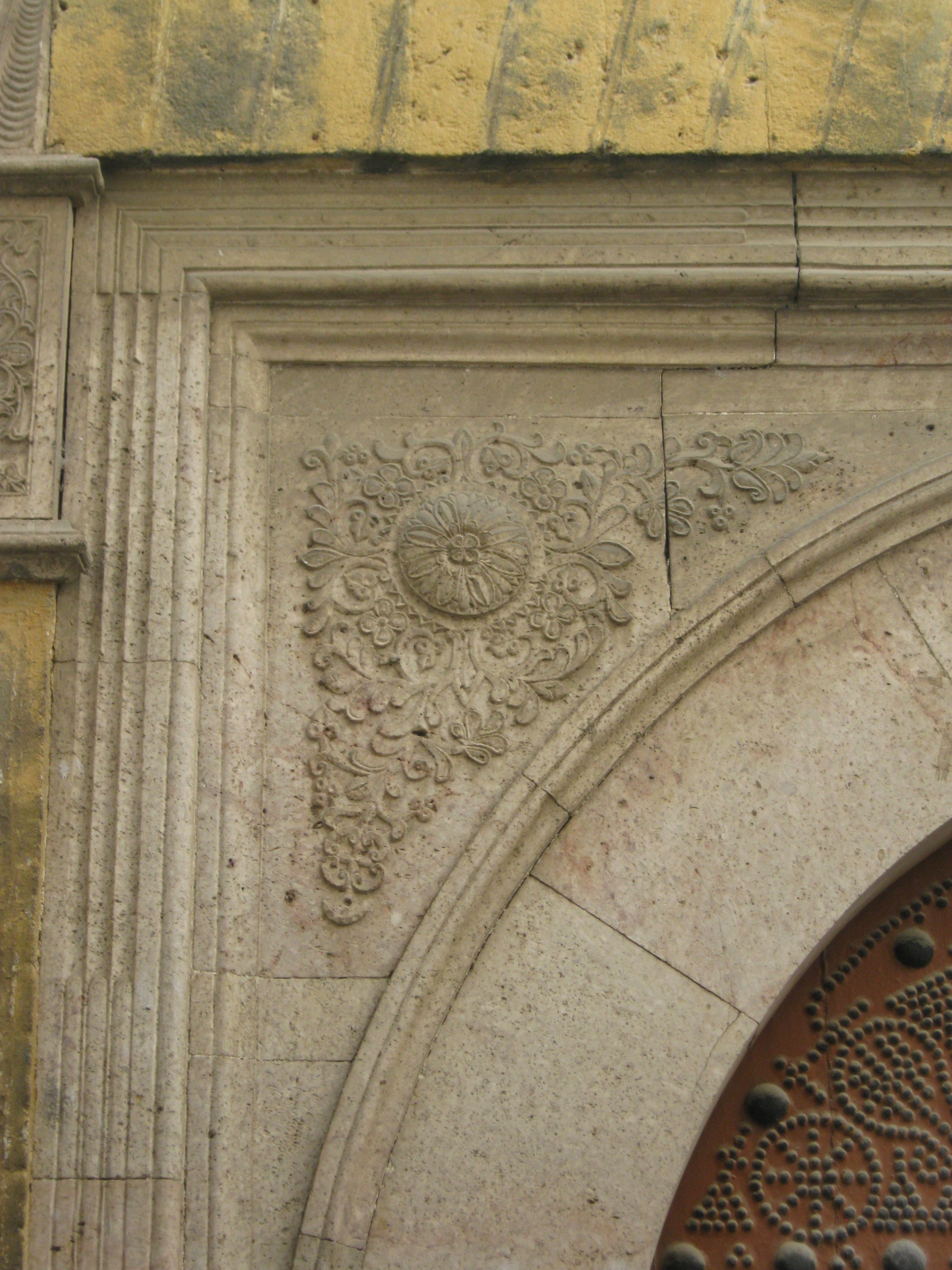
Motif floral dans l'encadrement de la porte.
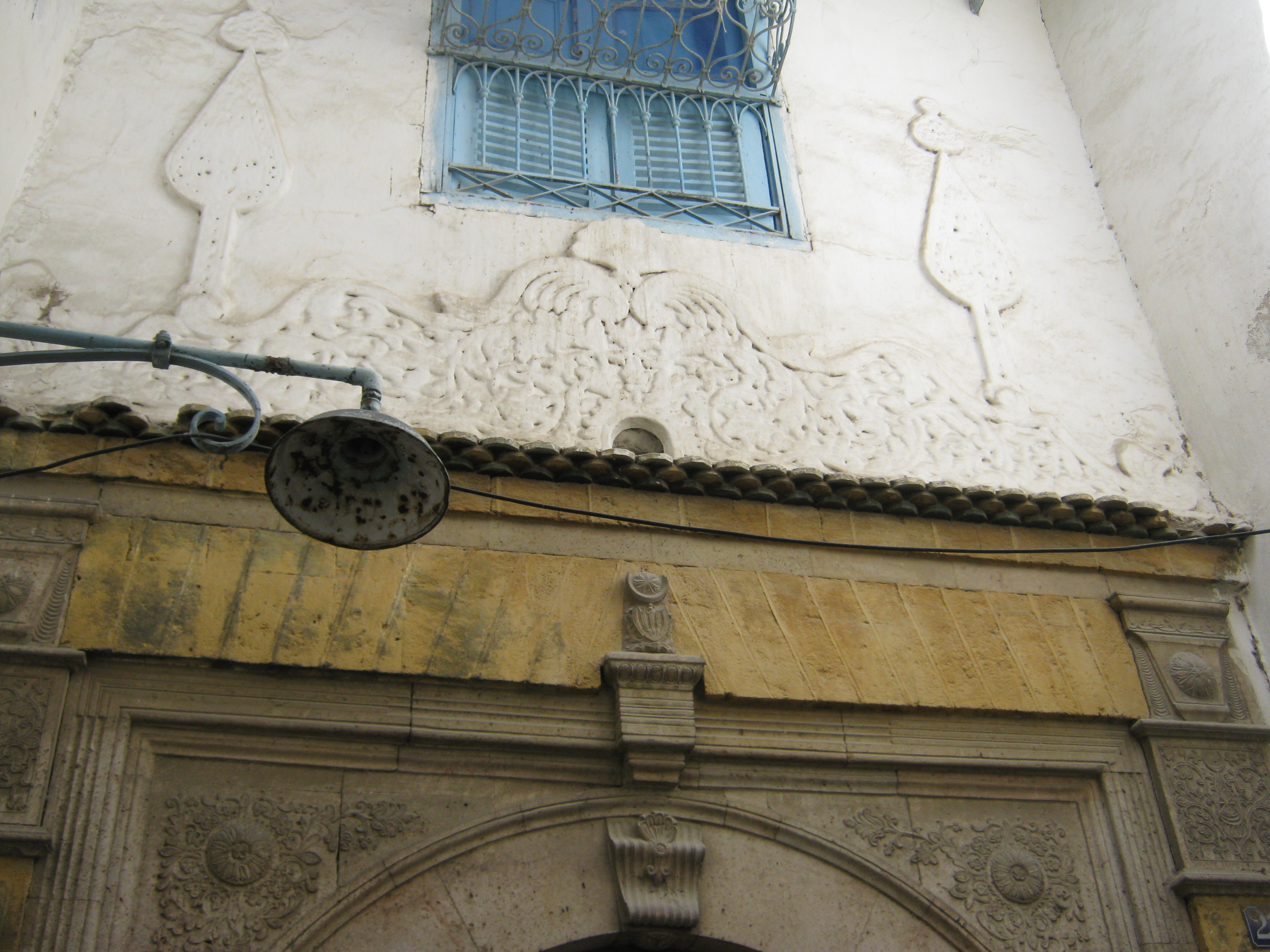
Cyprès stylisés au dessus de la porte.